# Aphelopus serratus
Aphelopus serratus är en stekelart som beskrevs av Richards 1939. Aphelopus serratus ingår i släktet Aphelopus, och familjen stritsäcksteklar. Arten är reproducerande i Sverige.